# چهارگوش (جغرافیا)

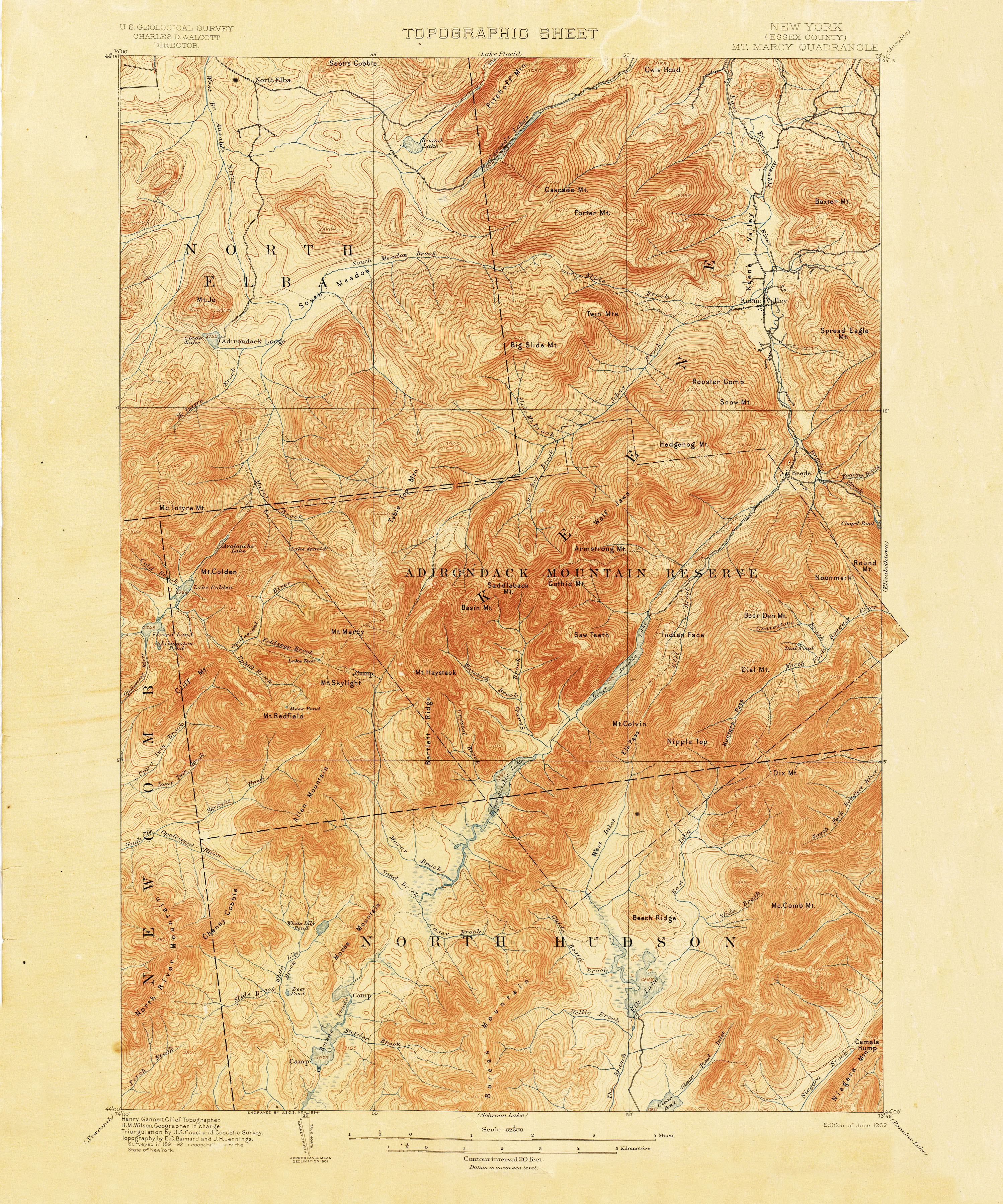
نیویورک (شهرستان اسکس) کوه مارسی: در سال ۱۸۹۲ در یک نقشه چهارگوش (یا صفحه توپوگرافی) کوه‌های ادیراندک در ایالت نیویورک در دهه‌های اول تأسیس سازمان زمین‌شناسی ایالات متحده.

چهارگوش یا چهار ضلعی در جغرافیا (انگلیسی: Quadrangle) یک نقشه توپوگرافی است. این نقشه که توسط سازمان زمین‌شناسی آمریکا؛ (USGS)، تولید شده سرتاسر ایالات متحده را پوشش می‌دهد. نقشه‌ها معمولاً بر اساس ویژگی‌های «فیزیوگرافی محلی» (جغرافیای طبیعی) نامگذاری می‌شوند. مختصر «چار یا چهار» نیز به‌ویژه با نام نقشه استفاده می‌شود. به عنوان مثال، «کواد رنجر کریک، تگزاس». تقریباً از سال ۱۹۴۷ تا ۱۹۹۲، USGS سری‌های ۷٫۵ دقیقه‌ای را تولید کرد که هر نقشه یک‌چهارم از سری‌های چهارگانه قدیمی‌تر ۱۵ دقیقه‌ای را پوشش می‌داد که جایگزین آن شد. یک نقشه چهارگوش ۷٫۵ دقیقه‌ای مساحتی بین ۴۹ تا ۷۰ مایل مربع (۱۳۰ تا ۱۸۰ کیلومتر مربع) را پوشش می‌دهد. هر دو سری نقشه از طریق آنالیز فتوگرامتری عکاسی هوایی با استفاده از استریوپلوترها که با بررسی‌های میدانی تکمیل شده بودند، تولید شدند. این نقشه‌ها از داده آمریکای شمالی 1927 (NAD27) استفاده می‌کنند. هنگام استفاده از GPS که به‌طور پیش فرض از داده زمین‌شناسی WGS84 استفاده می‌کند، تبدیل یا تغییر تنظیمات لازم است. در آغاز سال ۲۰۰۹، USGS نسخه‌های دیجیتالی نقشه‌های چهار گوش ۷٫۵ دقیقه‌ای را بر اساس داده‌های GIS که از مبدأ NAD83 استفاده می‌کنند، در دسترس قرار داد، که معمولاً در فاصله یک متری WGS84 یا در عدم قطعیت اکثر اندازه‌گیری‌های مختصات GPS است. در نقشه چهارگوش، حد شمالی و حد جنوبی خطوط مستقیم نیستند، بلکه در واقع منحنی هستند تا با خطوط عرض جغرافیایی زمین در طرح استاندارد مطابقت داشته باشند.
سطوح سیارات دیگر نیز توسط USGS به چهارگوش تقسیم شده‌است. چهارگوش‌های مریخی نیز به دلیل ویژگی‌های محلی نامگذاری شده‌اند.